# 小行星10327
小行星10327（10327 Batens）是一颗绕太阳运转的小行星，为主小行星带小行星。该小行星于1990年11月21日发现。

## 轨道参数
小行星10327的轨道半长轴为2.3397112 UA，离心率为0.132。